# Дом Юстиции
Дом Юстиции (груз. იუსტიციის სახლი) — государственное учреждение Грузии, особенность которого заключается в концентрации ряда государственных услуг в одном здании. Здесь объединены такие организации, как Палата нотариусов Грузии, Национальное агентство публичного реестра, Агентство гражданского реестра, Национальный архив и Национальное бюро по исполнению. Цель Дома Юстиции — выдача документации и осуществление обслуживания, находящегося в исключительном ведении государства. Дом Юстиции объединяет более 300 сервисов.

## Структура обслуживания
Потребителя, пришедшего в Дом Юстиции, встречают у входа консультанты, которые, в зависимости от интересующих его вопросов, направляют его к оператору.
Зал обслуживания разделен на 3 основные сферы:
- Пространство самообслуживания;
- Пространство быстрого обслуживания;
- Пространство продолжительного обслуживания.

### Пространство самообслуживания
В пространство самообслуживания входят автоматизированные системы. С их помощью потребители могут самостоятельно получить разного вида услуги, такие как — выписка из реестра об имуществе или бизнесе, биометрическое фото для паспорта, получить денежную сумму в банкомате, произвести дистанционные оплаты и т.д. К пространству самообслуживания также можно отнести сервисы сторонних коммерческих организаций (банки, кафе), арендующих помещения в Доме Юстиции.

### Пространство быстрого обслуживания
В пространстве быстрого обслуживания потребитель может получить все те сервисы, продолжительность которых не превышает в среднем 2 минуты. Например, здесь выдаётся готовый паспорт, удостоверение личности, заверенный апостилем или путём легализации документ, решение о регистрации или выписка о недвижимом имуществе или бизнесе и т.д.

### Пространство продолжительного обслуживания
В пространстве продолжительного обслуживания потребитель может получить сервисы, на осуществление которых требуется более 5 минут, такие как — сдать заявку на паспорт, сдать документы, необходимые для регистрации имущества или бизнеса, получить из архива справку биографического содержания, сдать заявку на обслуживание другого вида.
Подобное деление на сферы обслуживания снижает до минимума риск возникновения длинной и хаотичной очереди, делает передвижение граждан более организованным и упорядоченным. Последовательность граждан, желающих получить обслуживание, регулируется специальной электронной интегрированной системой управления очередью.

## Виды услуг, к которым обращаются чаще всего (TOP пятерка)
- ID карта;
- Регистрация брака;
- паспорт;
- регистрация рождения;
- регистрация имущества.

## Филиалы
Филиалы Дома Юстиции открыты и функционируют в Тбилиси, Батуми, Рустави, Местия, Кутаиси, Озургети, Гурджаани, Ахалцихе, Марнеули, Кварели, Телави, Гори, Зугдиди, Поти, Лагодехи, Тианети, Боржоми, Степанцминда, Они.

## Галерея филиалов
- Тбилиси
- Кварели
- Марнеули
- Озургети
- Телави

## Награды
- В 2011 году Дом Юстиции победил в конкурсе, организованном согласно профилю в номинации «Новый грузинский бренд»[2].
- В 2012 году Дом Юстиции был объявлен победителем в рамках объявленного ООН конкурса в номинации — «Улучшение предоставления самых важных государственных сервисов»[3][4].